# 安平街道 (弓长岭区)
安平街道，是中华人民共和国辽宁省辽阳市弓长岭区下辖的一个乡镇级行政单位。2020年4月，团山街道的安南社区并入安平街道。

## 行政区划
安平街道下辖以下地区：
安胜社区、安北社区和安平社区。
2020年4月，调整后的安平街道下辖:安平、安胜、安北、安南4个社区。